# S:t Symeons och profetissan Hannas kyrka i Tallinn
Sankt Symeon och profetissan Hannas kyrka (estniska: Tallinna Püha Siimeoni ja Naisprohvet Hanna kirik) är en estnisk-ortodox kyrkobyggnad i Tallinn i Estland. Den ligger i stadsdelen Sadama i distriktet Kesklinn, vid korsningen av Båtgatan (Paadi) och Aktergatan (Ahtri). 
Byggnaden uppfördes under 1752–1755 enligt legenden av ryska örlogsmän på resterna av sitt förlista skepp. År 1827 respektive år 1870 genomfördes större renoveringar. Efter att Sovjetunionen inkorporerat Estland, avvecklades kyrkor och församlingar, och 1963 stängdes kyrkan och monterades klocktorn och kupol ned. År 1987 fick dock pingstförsamlingen Immanuel börja använda kyrkan och 1999 fick också den estniska kyrkan göra det. Kyrkan blev byggnadsminne samma år. Året därpå återinvigdes kyrkan och 2001 blev församlingen en del av den estnisk-ortodoxa kyrkogemenskapen. Kyrkan genomgick ytterligare en större renovering 2001–2005 under ledning av arkitekten Villu Rohtla, bekostad av Tallinns kulturinstitution. Kyrkan är en av få bevarade träkyrkor i Estland.

## Bildgalleri

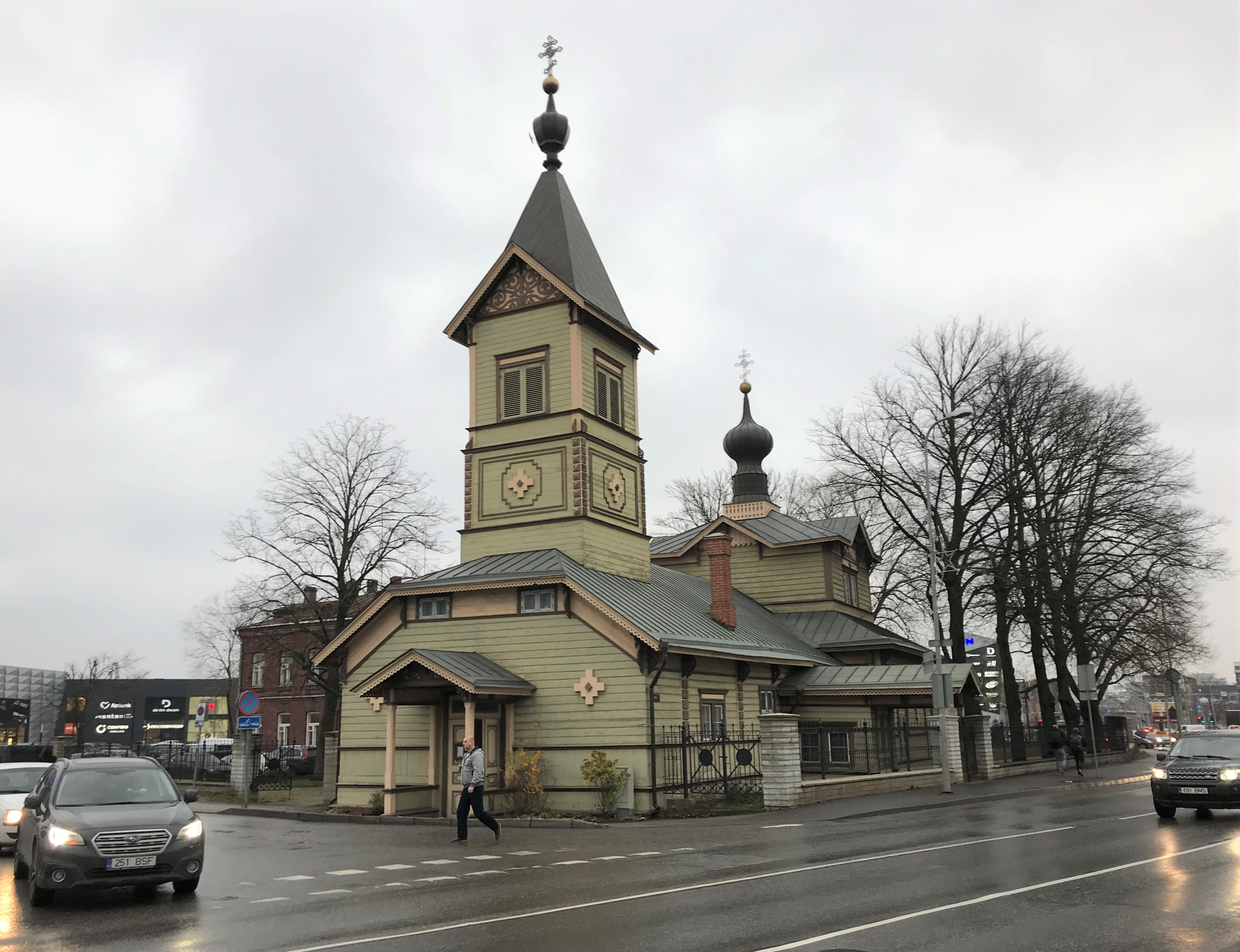
S:t Symeons och profetissan Hannas kyrka
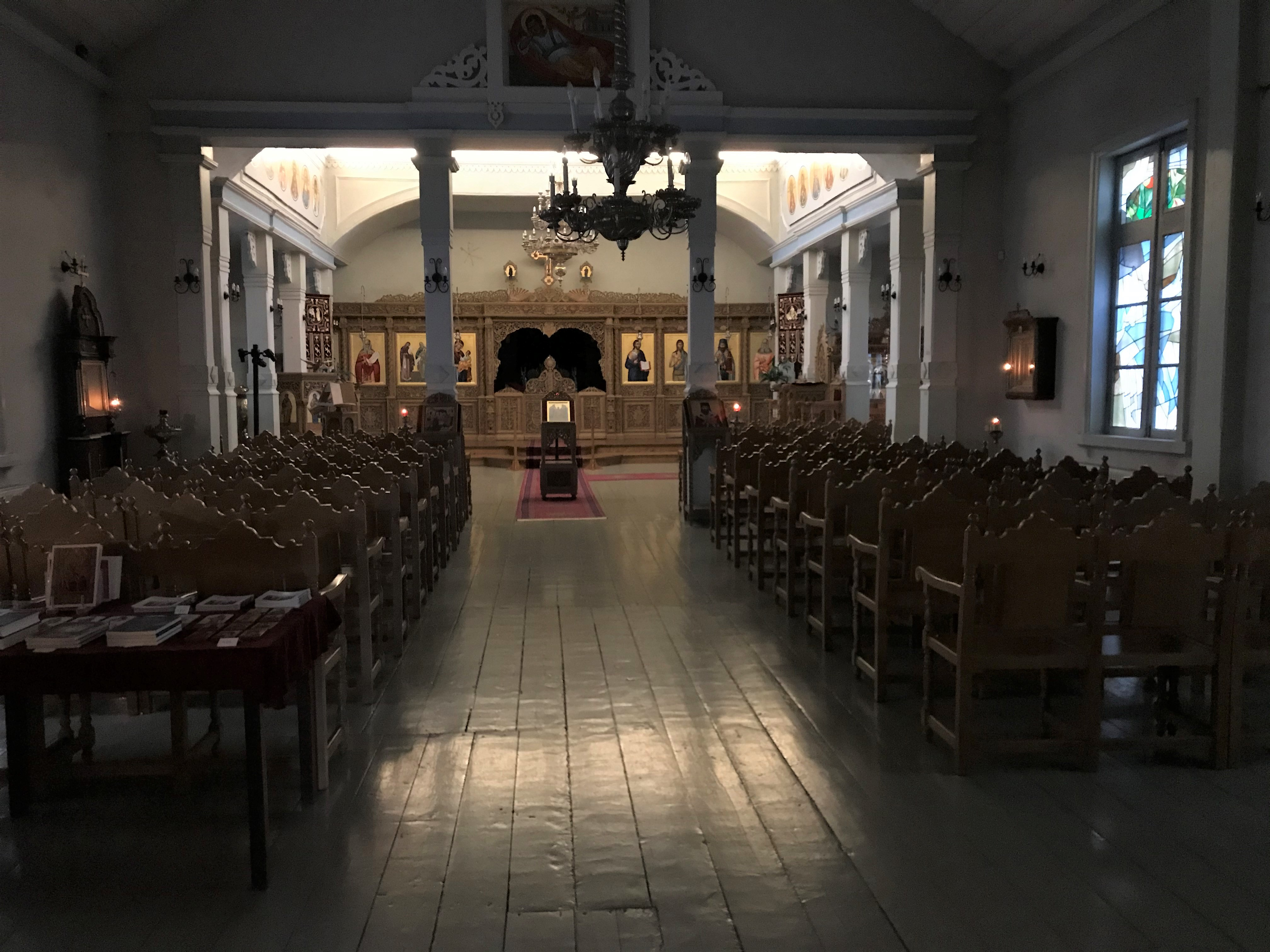
Interiör
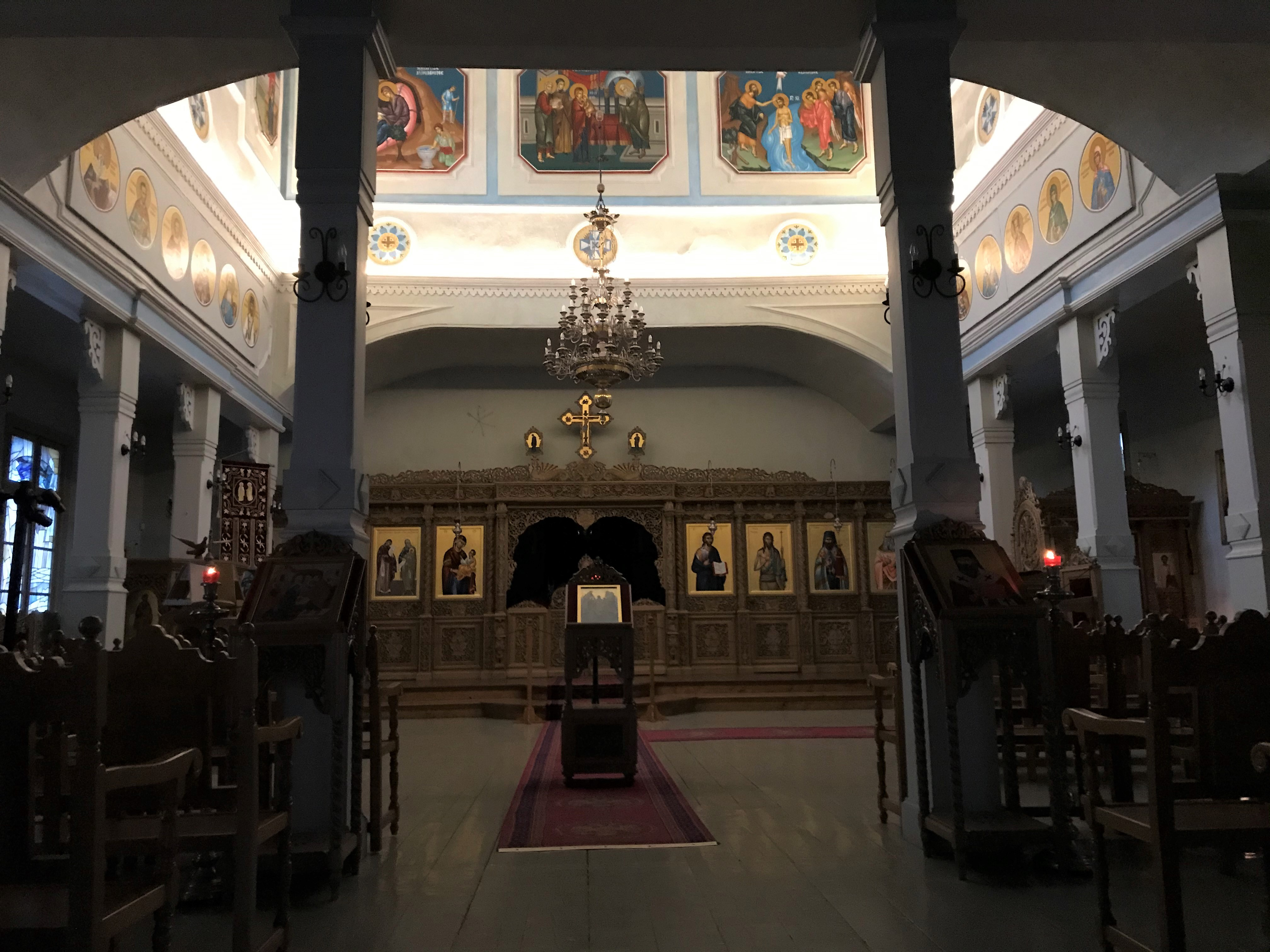
Interiör
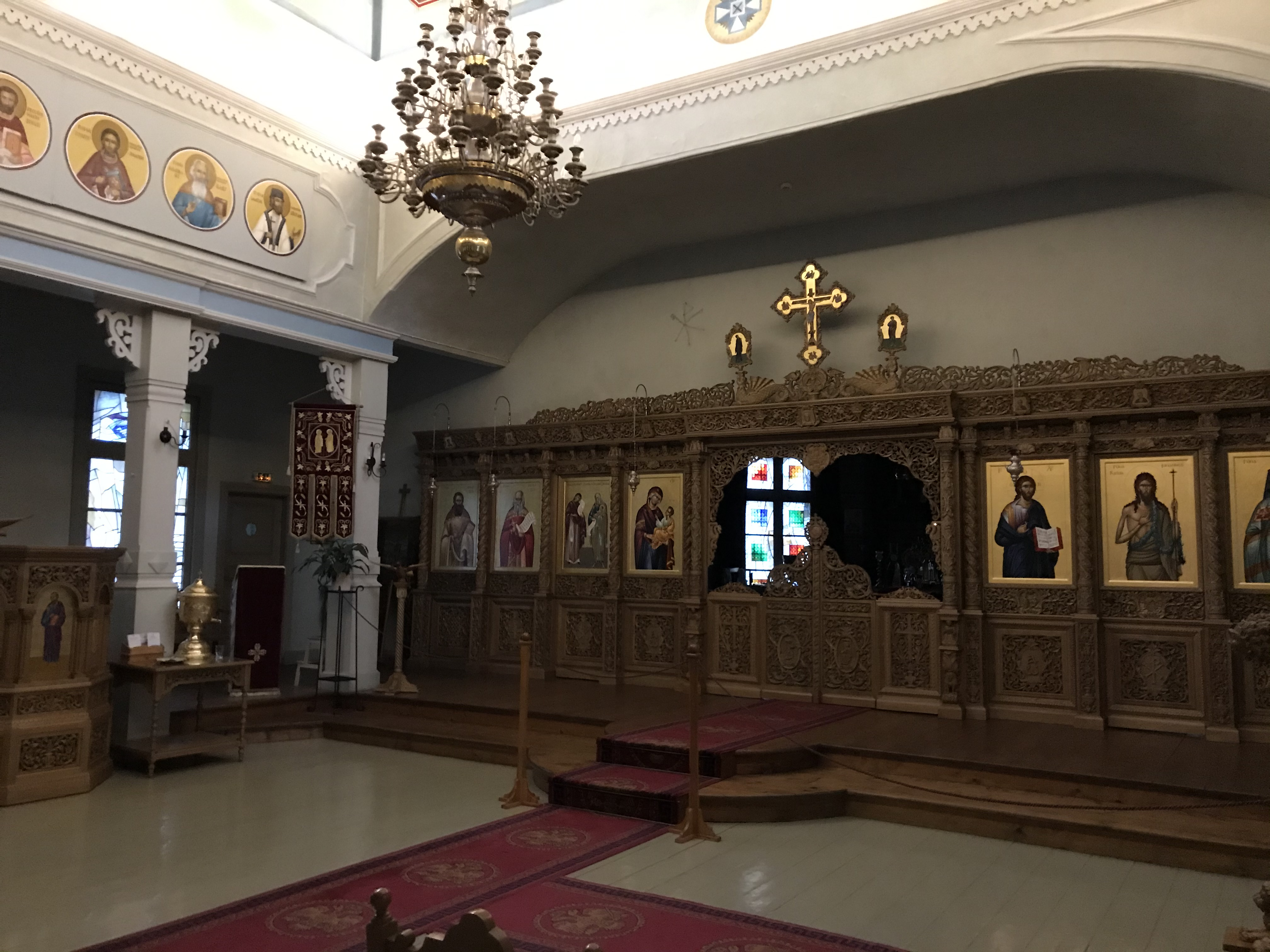
Interiör
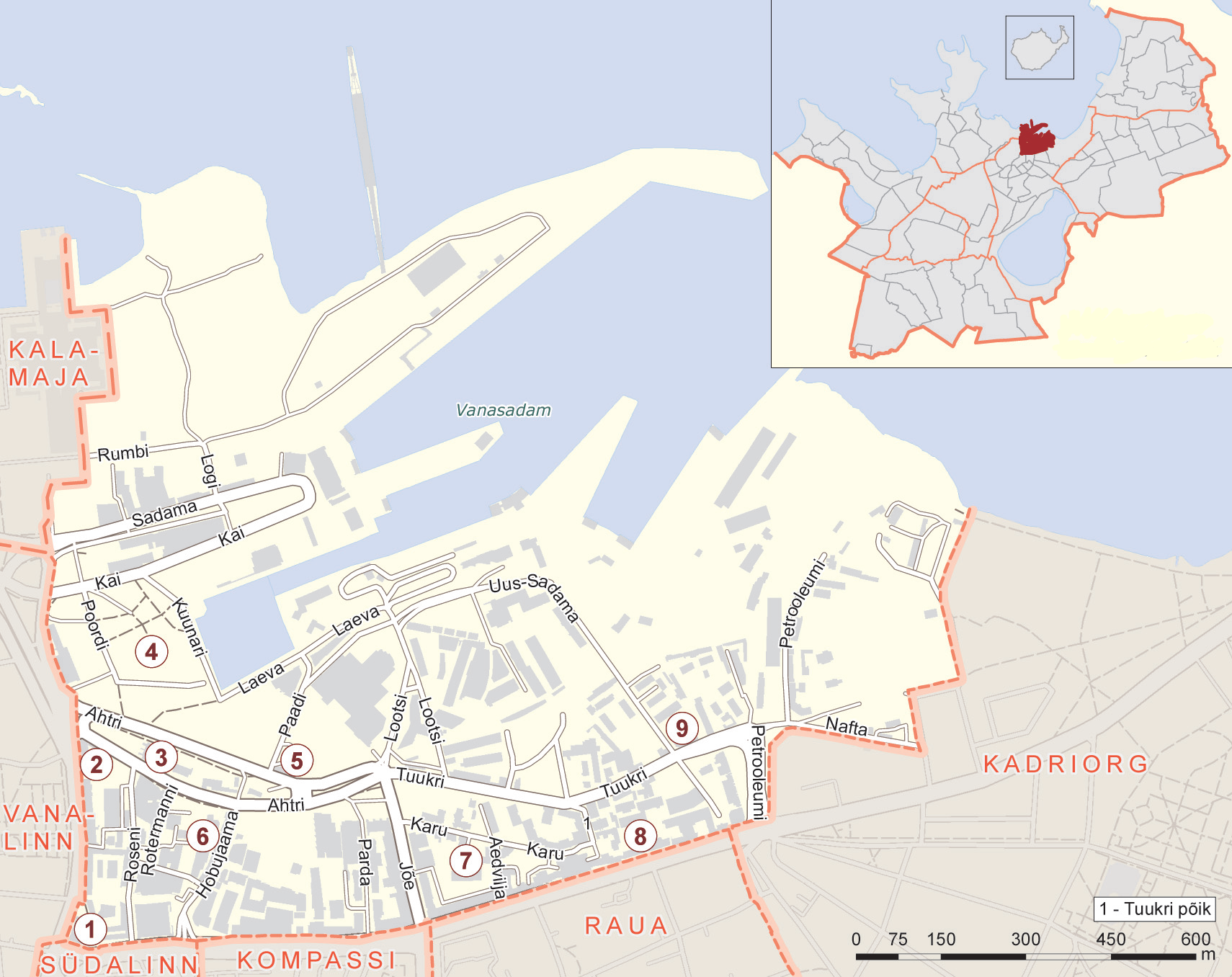
Nummer 5 visar kyrkans placering i stadsdelen Sadama i distriktet Kesklinn
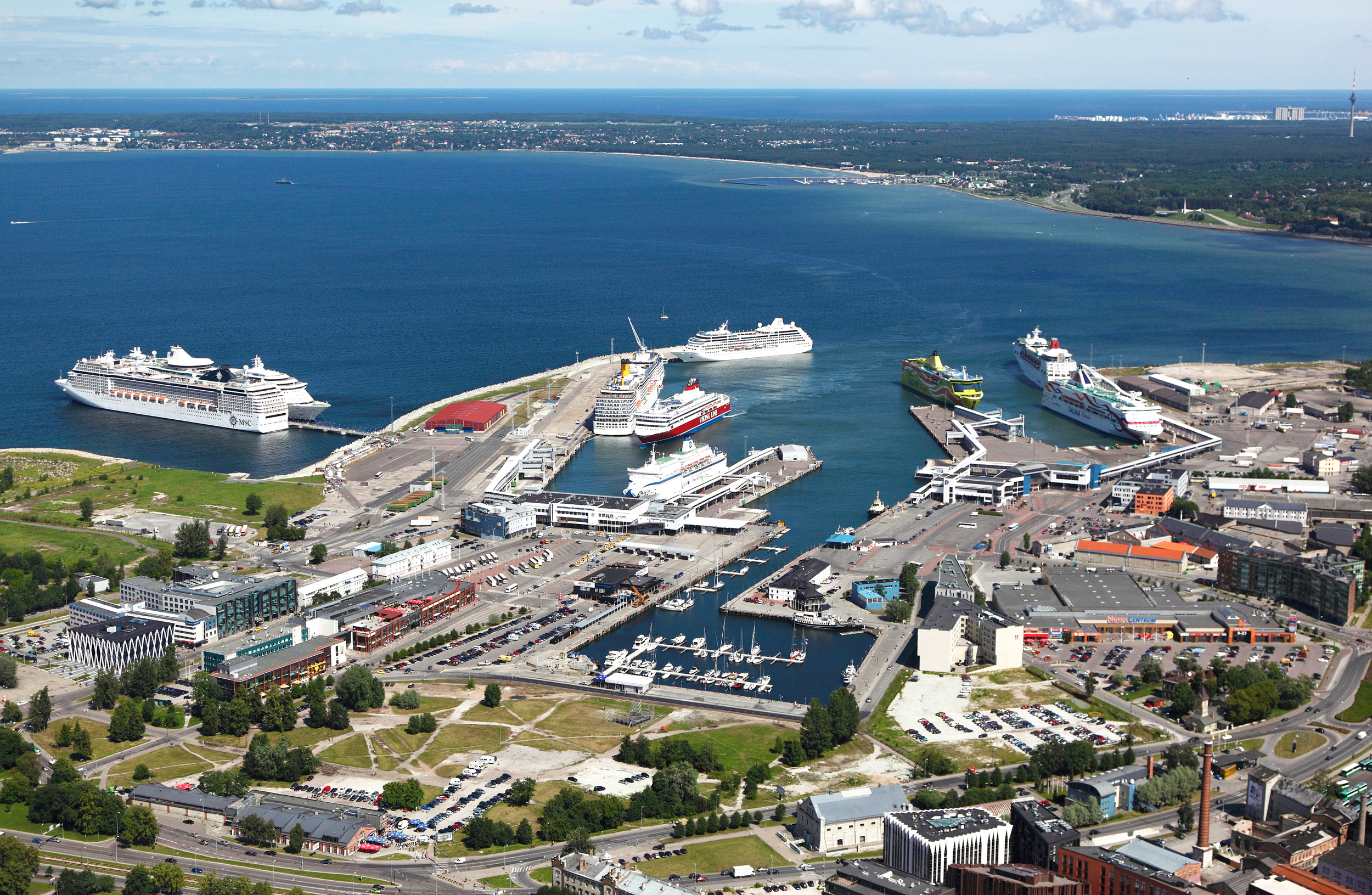
Kyrkan finns till höger på bilden, vid korsningen av Aktergatan (Ahtri) och Båtgatan (Paadi)